# Nati nel 1930/Senza giorno specificato
| Questa pagina contiene informazioni ricavate automaticamente dalle voci biografiche con l'ausilio del template Bio e di un bot. L'aggiornamento è periodico e automatico e ricostruisce completamente la pagina. Se manca una persona in questa lista, sei pregato di non aggiungerla, ma accertati piuttosto che la sua voce biografica contenga il template Bio e che i dati anagrafici siano correttamente compilati. Se il template Bio manca, inseriscilo tu stesso o, in alternativa, metti l'avviso {{tmp\|Bio}} che ne segnala la mancanza. Se i dati riportati sono sbagliati, correggi direttamente la voce biografica; le modifiche saranno visibili in questa lista entro pochi giorni. Per chiarimenti vedi il progetto biografie. La lista contiene solo le 91 persone che sono citate nell'enciclopedia e per le quali è stato implementato correttamente il template Bio. Pagina aggiornata al 18 ago 2025. |

- Shaykh Abdalqadir as-Sufi al-Murabit, religioso britannico († 2021)
- Stefano Agosti, critico letterario italiano († 2019)
- Jaffar Ali Shah, ex nuotatore pakistano
- Mirko Amon, cestista jugoslavo († 2020)
- Hans Magnus Andersen, ex sciatore alpino norvegese
- Renato Armellini, imprenditore italiano († 1993)
- Uwe Bahnsen, ingegnere e progettista tedesco († 2013)
- Silvio F. Balbuena, regista e sceneggiatore spagnolo († 2010)
- Maria Baldan, artista italiana († 2019)
- Ruy Calcada Bastos, pittore e poeta portoghese († 1999)
- Johann Martin Baur, astronomo tedesco († 2007)
- Meir Zvi Bergman, rabbino e teologo israeliano
- Giancarlo Bonato, artigiano, artista e imprenditore italiano († 2016)
- Gianni Buffardi, produttore cinematografico, regista e sceneggiatore italiano († 1979)
- Teresa Buongiorno, scrittrice, storica e autrice televisiva italiana († 2022)
- James Erwin Böhlke, ittiologo statunitense († 1982)
- Barbara Carroll, attrice statunitense
- Giuseppe Castellano, attore italiano († 2010)
- Paolo Cercato, architetto italiano († 2005)
- Ran Chandnani, ex nuotatore e ex pallanuotista indiano
- Gaetano Contento, giurista e avvocato italiano († 2001)
- Radames Costa, politico italiano († 2020)
- Anna Csúcs, ex cestista ungherese
- Guido D'Anna, editore italiano († 2004)
- Carlo Enrico De Simone, architetto italiano († 1984)
- Dominot, attore e mimo italiano († 2014)
- Giovanni Dore, presbitero, etnomusicologo e museologo italiano († 2009)
- Masuma Esmati Wardak, scrittrice e politica afghana († 2016)
- Ramón Etchamendi, cestista e allenatore di pallacanestro uruguaiano († 1993)
- Rachele Farina, storica italiana († 2019)
- Stelio Ferolla, medico e chirurgo italiano († 1976)
- Koki Fregni, scenografo italiano († 1994)
- Simone Fubini, dirigente d'azienda e imprenditore italiano († 2020)
- Ivan Gălăbov, allenatore di pallacanestro bulgaro († 1985)
- Claude Gallay, cestista francese
- Umar Arteh Ghalib, politico somalo († 2020)
- Beppino Goruppi, militare e poeta italiano († 1951)
- Farkhonda Hassan, geologa egiziana († 2020)
- Fiorella Imparati, storica italiana († 2000)
- Jigme Palbar Bista, politico nepalese († 2016)
- Ian Johnson, pallanuotista britannico († 2001)
- Wim Klever, storico della filosofia olandese
- Kusuo Kobayashi, mafioso giapponese († 1990)
- Anatole Krasnyansky, pittore, architetto e scenografo russo
- Poondi Kumaraswamy, ingegnere e idrologo indiano († 1988)
- Viktor Michailovič Ladviščenko, pittore russo
- Romano Ledda, giornalista e politico italiano († 1987)
- Liang Tingduo, regista cinese
- Aleksandr Liferenko, ex pallanuotista sovietico
- Mai Long, pittore, illustratore e animatore vietnamita
- Ferruccio Malandrini, fotografo italiano
- Mon Manulat, cestista filippino († 2019)
- Giorgio Manzini, giornalista e scrittore italiano († 1991)
- Anna Marabini, chimica italiana († 2023)
- Chum Mey, cambogiano
- Cesare Milanese, scrittore italiano
- Agustín Miranda, ex calciatore paraguaiano
- Bogdan Müller, cestista jugoslavo († 2018)
- Toshio Murashige, botanico giapponese
- Orietta Nasalli-Rocca, costumista italiana
- Cesare Nisi, pedagogista italiano
- Arnaldo Ochoa, rivoluzionario, generale e politico cubano († 1989)
- J.D. Okhai Ojeikere, artista e fotografo nigeriano († 2014)
- Pasquale Pardi, militare e aviatore italiano († 1958)
- Gladys Lomafu Pato, insegnante e scrittrice swazilandese
- Margherita Pieracci Harwell, scrittrice, saggista e storica della letteratura italiana
- Sergio Pinza, pilota motociclistico italiano († 2006)
- Grethe Rask, medico e chirurgo danese († 1977)
- Frederic Raurell, presbitero spagnolo († 2023)
- Fabio Rinaudo, giornalista, critico cinematografico e sceneggiatore italiano († 1997)
- Ismail Shammout, pittore e storico dell'arte palestinese († 2006)
- Enrico Sirello, pittore italiano († 2012)
- Bayram Şit, lottatore turco († 2019)
- Luigi Soffietti, pilota automobilistico italiano
- Elena Spagnol, traduttrice, gastronoma e scrittrice italiana († 2020)
- Kazuhide Takahama, architetto e designer giapponese († 2010)
- Henry Tenckhoff, medico tedesco († 2017)
- Vincent Teresa, mafioso e collaboratore di giustizia statunitense († 1990)
- Eugenio Travaini, medico e scrittore italiano († 1993)
- Libero Traversa, partigiano, antifascista e politico italiano († 2019)
- Ugo Tucci, produttore cinematografico italiano
- Icilio Vecchiotti, storico della filosofia, orientalista e saggista italiano († 2000)
- Bruno Vidoni, fotografo, artista e pittore italiano († 2001)
- Nora Visconti, attrice italiana
- Carlo Vitale, politico italiano († 1973)
- Giovanna Vizzari, poetessa e scrittrice italiana († 2017)
- Tony Wolf, illustratore italiano († 2018)
- Giuseppe Zaccariello, produttore cinematografico e sceneggiatore italiano
- Umberto Zadnich, serial killer italiano
- Paul-Émile de Souza, militare e politico beninese († 1999)
- Seeta bint Abd al-Aziz Al Sa'ud, principessa saudita († 2011)